# トゥンヤイ・ナレースワン野生生物保護区
トゥンヤイ・ナレースワン野生生物保護区（トゥンヤイ・ナレースワンやせいせいぶつほごく）はタイの野生生物保護区の一つ。隣接するフワイ・カーケン野生生物保護区とともにユネスコの世界遺産（トゥンヤイ-ファイ・カ・ケン野生生物保護区）に指定されている。

## 概要
トゥンヤイ・ナレースワン野生生物保護区では、前史時代の石器が見つかっている。その後の時代のモン族やカレン族の遺跡も見つかっているという。タイ人によるこの地への進出はその後のことで、1590年と1605年のアユタヤ王朝・ナレースワン王によるビルマ侵略時に、ナレースワン王が陣地をしいたことで知られる。これ以降、この地はトゥンヤイ・ナレースワン（ナレースワンの大草原）と呼ばれるようになった。
その後、この地は目立った人口移動や開発がなかったため手つかずの自然が大規模で残ることになった。仏暦2503年野生動物保護法（1960年）がタイ国内で成立、後の1974年4月24日には、正式に野生動物保護区に登録された。
しかし、1982年と1986年にはこの保護区内に、ナムチュワン・ダム（発電所）を建設する計画が持ち上がる。知られているようにダムの建設は周辺の環境を破壊するため、この保護区もこの時危機に陥った。この計画は結局はお蔵入りになったが、このダム計画が再び浮上する可能性は未だ拭えないと言う。
世界遺産への登録は1991年、隣接するフワイカーケーン野生生物保護区とともに行われた。東南アジアで有数の規模を誇る大きな地域に手つかずの自然が残っていることが決め手となった。

## 地理
保護区は北緯にある。基本的には広く丘陵状の地形が広がる。保護区内の最低高度は250メートルで最高峰は1,811mのターイパー山である。この他1,000mを超える山が数多くある。それを縫うように川が走っているが、その川のほとんどは、タイランド湾へ注いでいる。しかし、トゥンヤイ・ナレースワン野生生物保護区にある一部の川は、ミャンマーを通ってアンダマン海に注いでいる。山と川の起伏ばかりでなく、中央部には草原（トゥンヤイ）が広がっている。
特筆すべきは石灰石を中心とする、ミネラルが豊富にあることである。これが他に類を見ないほど数多くの野生動物を抱える原因でもある。
なお保護区内の植生は以下のようになっている。
- 高所常緑樹林（hill evergreen forest）・・・549km2
- 乾燥常用樹林（dry evergreen forest）・・・1,129km2
- 混合落葉樹林（mixed deciduous forest）・・・1,641km2
- （dry dipterocarp forest）・・・3,600km2
- サバンナ林（savanna forest）・・・99km2
- 草原（grassland）・・・39km2
- 耕作地・・・154km2

## 気候
気候は高度によって、熱帯から亜熱帯の地域に分かれる。降水量は地域によってことなるがおおむね、2,000mm前後で、その雨のほとんどは南東モンスーンによって運ばれてきたものである。気温は夏は15℃ - 35℃、雨期は20℃ - 33℃、乾期は10℃ - 29℃である。

## 動物
この保護区内ではタイで目にすることのできるほとんどの種が確認されており、以下のものが確認されている
- 哺乳動物・・・120種
- 鳥類・・・200種
- 爬虫類・・・96種
- 両生類・・・43種
- 淡水魚・・・113種

この中には絶滅品種・34種が含まれる。